# Lim Eun-soo
Lim Eun-soo (Koreaans: 임은수; Gyeonggi-do, 26 februari 2003) is een Zuid-Koreaans kunstschaatsster.

## Biografie
Lim begon in 2009 met kunstschaatsen. Vijf jaar later werd oud-kunstschaatsster Chi Hyun-jung haar coach. In hetzelfde jaar maakte ze de overstap naar de NK voor senioren. Haar eerste belangrijke prijs was het brons op de nationale kampioenschappen van 2016.
Door het bemachtigen van de Zuid-Koreaanse titel werd Lim in 2017 afgevaardigd naar de WK junioren. Daar werd ze vierde. Het jaar erop mocht ze weer naar de WK junioren. Nu werd ze vijfde. In april 2018 verhuisde Lim van Zuid-Korea naar de Verenigde Staten.
In 2019 werd ze tweede op de NK, achter You Young. You was echter nog niet oud genoeg voor de seniorenkampioenschappen, waarna Lim werd afgevaardigd naar de WK en de 4CK. In maart 2019 ontstond er ophef toen de Amerikaanse Mariah Bell ervan werd beschuldigd Lim bewust met haar schaats te hebben verwond. De ISU oordeelde dat er niets onrechtmatigs was gebeurd.

## Belangrijke resultaten
| Kampioenschap                | 13/14 | 14/15 | 15/16 | 16/17 | 17/18 | 18/19  | 19/20 |
| ---------------------------- | ----- | ----- | ----- | ----- | ----- | ------ | ----- |
| Wereldkampioenschap          |       |       |       |       |       | 10e    |       |
| Viercontinentenkampioenschap |       |       |       |       |       | 7e     | 8e    |
| Nationaal kampioenschap      |       | 9e    | Brons | Goud  | Brons | Zilver | 7e    |
| WK junioren                  |       |       |       | 4e    | 5e    |        |       |
| NK junioren                  | 4e    |       |       |       |       |        |       |

- International Standard Name Identifier: 0000 0004 6717 4515
- Virtual International Authority File: 24153409682741580862